# LBE 101 und 102
Die normalspurigen Tenderlokomotiven LBE 101–102 waren Dampflokomotiven, die von der Lübeck-Büchener Eisenbahn (LBE) für den Rangierdienst von Henschel beschafft wurden. Mit der Verstaatlichung der Gesellschaft 1938 wurden sie von der Deutschen Reichsbahn übernommen und erhielten die Betriebsnummern 89 901–902.
Nach dem Zweiten Weltkrieg verblieben beide Lokomotiven bei der Deutschen Reichsbahn. Die Lokomotiven waren bis 1965 in Betrieb und wurden dann ausgemustert sowie verschrottet.

## Geschichte

### Lübeck-Büchener Eisenbahn 101–102
Als die Lübeck-Büchener Eisenbahn 1923 für den Verschiebedienst auf dem Rangierbahnhof Lübeck-Moisling eine kleine, starke Lokomotive beschaffen wollte, bot Henschel die C-Tenderlokomotive aus dem Vorschlag von Henschel für zu dieser Zeit in Entwicklung befindlichen Einheitsdampflokomotiven der Deutschen Reichsbahn an. Die so beschafften Maschinen erhielten die Betriebsnummern LBE 101 sowie LBE 102. Gegenüber dem ursprünglichen Henschel-Entwurf gab es leichte Änderungen, unter anderem wurde der ursprünglich vorgesehene Barrenrahmen aus Gewichtsgründen durch einen Blechrahmen ersetzt. 1924 wurde die LBE 101 auf der Internationalen Eisenbahntechnischen Ausstellung in Seddin ausgestellt. Beide Lokomotiven gehörten mit der Achslast von 19 t zu den schwersten ihrer Klasse in Deutschland.

### Deutsche Reichsbahn 89 901–902
Beide Lokomotiven wurden nach der Verstaatlichung der LBE von der Deutschen Reichsbahn übernommen und erhielten die Betriebsnummern 89 901 sowie 902. Die 89 901 war ab 1948 beim Bahnbetriebswerk Leipzig Bayerischer Bahnhof beheimatet und wurde Anfang 1965 ausgemustert, die 89 902 wurde bereits 1960 ausgemustert und an ein Braunkohlewerk in Großräschen abgegeben worden.

## Konstruktion
Henschel bot einen Entwurf aus dem Vorschlag der Firma für die Einheitslokomotiven der Reichsbahn an, der jedoch abgeändert wurde. So wurde aus Gewichtsgründen statt eines Barrenrahmens bei den Lokomotiven ein Blechrahmen verwendet, der im vorderen Teil als Rahmenwasserkasten ausgebildet war. Die Radsätze des ersten sowie zweiten Radsatzes waren durch Ausgleichshebel miteinander verbunden. Alle Federn lagen unterhalb der Achslager. Die Lokomotiven besaßen die Heusinger-Steuerung. Auf Basis dieses Entwurfs entstand ab 1927 als Einheitslokomotive die DR-Baureihe 80, an deren Lieferung Henschel jedoch nicht beteiligt war.
Der Kessel war als Nietkonstruktion entstanden. Er bestand aus zwei Schüssen, auf dem ersten war der Dampfdom mit dem Ventilregler, auf dem zweiten der Sandkasten mit dem Speisedom. Der Kessel besaß einen Überhitzer Bauart Schmidt. Auf dem Stehkessel war vor dem Führerhaus ein Sicherheitsventil Bauart Ramsbotton vorhanden. Gespeist wurde der Kessel von zwei Strahlpumpen.
Die Lokomotiven besaßen eine indirekte Bremse von Knorr und eine Wurfhebelbremse. Die dafür notwendige Druckluft wurde durch eine zweistufige Luftpumpe erzeugt, die vor dem rechten Wasserbehälter lag. Zwei Hauptluftbehälter lagen unter dem hinter dem Führerhaus liegenden zusätzlichen Wassertank, ein Hilfsluftbehälter war längs unter dem Führerhaus vorhanden. Die Loks besaßen einen Druckluftsandstreuer, der die Treibradachse von vorn und hinten sanden konnte. Alle unter Dampf gehenden Teile wurden durch eine Hochdruck-Schmierpumpe geschmiert. Als Signaleinrichtung besaßen die Loks ein Dampfläutewerk vor dem Schornstein und eine Dampfpfeife auf dem Führerhausdach. Ursprünglich besaßen sie eine Petroleumbeleuchtung.